# Минута дуги
Мину́та дуги́, углова́я мину́та или просто мину́та является единицей измерения углов, равной одной шестидесятой части (1⁄60) от градуса, или (π⁄10 800) радиан. В свою очередь, секунда дуги равна одной шестидесятой части (1⁄60) от минуты дуги. Эти единицы измерения используются в расчётах с применением СИ.
Поскольку градус определяется как одна триста шестидесятая (1⁄360) часть окружности, минута дуги равна 1⁄21 600 окружности. Минута дуги используется в тех областях, где требуются единицы измерения для малых углов, таких как астрономия, навигация или меткость стрельбы.
Количество квадратных минут дуги в полной сфере равно:
{\displaystyle 4\pi \cdot \left({\frac {1}{\pi }}\cdot 10\,800\right)^{2}={\frac {1}{\pi }}\cdot 466\,560\,000},
или приблизительно 148 510 660,498 квадратной минуты дуги.
Секунда дуги равна 1⁄3600 от градуса, или 1⁄1 296 000 от полной окружности, или π⁄648 000 ≈ 1⁄206 265 радиан.
Чтобы выразить ещё меньшие углы, можно использовать стандартные приставки СИ, например, в астрономии используются миллисекунды, сокращённо mas.
В литературе на русском языке иногда встречаются жаргонные названия «аркминута» для минуты дуги и «арксекунда» для секунды дуги, которые являются транслитерацией английских слов arcminute и arcsecond. Эти названия считаются ошибочными.

## Обозначения и аббревиатура
Стандартным символом для обозначения минуты дуги является штрих (′, U+2032), но в тех случаях, когда допускаются только ASCII-символы, применяется символ одиночной кавычки (', U+0027). Таким образом, одна минута угла записывается как 1′.
Стандартным символом для обозначения секунды дуги является двойной штрих (″, U+2033), но в тех случаях, когда допускаются только ASCII-символы, применяется символ двойной кавычки (", U+0022). Таким образом, одна секунда дуги записывается как 1″.
| Единица измерения | Величина            | Символ | Символ        | Аббревиатура          | В радианах (приближённо) |
| ----------------- | ------------------- | ------ | ------------- | --------------------- | ------------------------ |
| Градус            | 1⁄360 окружности    | °      | градус        | deg                   | 17,4532925 мрад          |
| Минута дуги       | 1⁄60 градуса        | ′      | штрих         | arcmin, amin, am, MOA | 290,8882087 мкрад        |
| Секунда дуги      | 1⁄60 минуты дуги    | ″      | двойной штрих | arcsec, asec, as      | 4,8481368 мкрад          |
| Миллисекунда дуги | 1⁄1000 секунды дуги |        |               | mas                   | 4,8481368 нрад           |
| Микросекунда дуги | 10−6 секунды дуги   |        |               | μas                   | 4,8481368 прад           |

В астрономической навигации секунды дуги редко используются в расчетах, предпочтение обычно отдаётся градусам, минутам и десятичным долям минут, например, 42°25′,32 или 42°25′,322. Такая же форма записи была перенесена в морские приемники GPS, в которых широта и долгота по умолчанию обычно отображаются в вышеприведённом формате.

## Использование

### Огнестрельное оружие
Угловая минута обычно используется в литературе и промышленной документации, относящейся к огнестрельному оружию, в частности, для описания точности стрельбы винтовок. Популярность этой единицы измерения связана с удобством, потому что 1 минута дуги стягивает примерно один дюйм на расстоянии 100 ярдов, традиционной дистанции в тире. Стрелок может легко настроить свой оптический прицел, измеряя расстояние в дюймах от пулевого отверстия на мишени до желаемой точки попадания, при этом величина корректировки прицела в минутах численно равна измеренному расстоянию в дюймах. Большинство прицелов для стрельбы на большие расстояния имеет шкалу регулировки в одну четвёртую (1⁄4) или одну восьмую (1⁄8) минуты. Одна восьмая минуты равна примерно восьмой части дюйма на расстоянии 100 ярдов, или одному дюйму на расстоянии 800 ярдов.
Расчёт физически эквивалентного размера, равного одной угловой минуте, можно сделать с помощью уравнения: эквивалентный размер = tg(минуты⁄60) × расстояние. В вышеприведённом примере, подставляя 3600 дюймов вместо 100 ярдов: 3600⋅tg(1 минута⁄60) дюймов = 1,047 дюйма, то есть на расстоянии 100 ярдов одной угловой минуте эквивалентно 1,047 дюйма.
В метрических единицах 1 угловая минута на расстоянии 100 метров = 2,908 сантиметра.
Иногда точность огнестрельного оружия измеряется в минутах дуги. Это означает, что в оптимальных условиях (то есть в благоприятных климатических условиях, с качественным матчевым боеприпасом и зажатый в тиски) образец оружия способен произвести серию выстрелов, центры точек попадания которых вписываются в окружность с диаметром, эквивалентным заявленной точности в дуговых минутах. Например, винтовка с точностью 1 минута дуги способна в оптимальных условиях стрельбы обеспечить точность попадания серии выстрелов в окружность диаметром 1 дюйм на расстоянии 100 ярдов, винтовка с точностью 2 минуты дуги — в окружность диаметром 2 дюйма, и т. д. Некоторые производители оружия, такие как «Weatherby» или «Cooper Firearms of Montana», дают реальные гарантии показателей стрельбы своего оружия в дуговых минутах.
Производители винтовок часто пишут в рекламе своей продукции, что их оружие имеет субминутную точность, то есть оно стреляет с точностью менее 1 дуговой минуты. Как правило, проверка делается на одной серии из 3—5 выстрелов на расстоянии 100 ярдов или усреднением при стрельбе несколькими сериями. Если число проб возрастает (то есть больше выстрелов в каждой серии), то количество серий обычно тоже увеличивается.
Например, статистический расчёт даёт следующую зависимость точности от величины боекомплекта для одной и той же винтовки (стандартное отклонение каждого выстрела от центра составляет 1 угловую минуту):
| Количество выстрелов | Точность (′/угловых минут) |
| -------------------- | -------------------------- |
| 2                    | 1,77                       |
| 3                    | 2,41                       |
| 5                    | 3,07                       |
| 10                   | 3,81                       |
| 20                   | 4,45                       |
| 100                  | 5,69                       |

### Картография
Угловые минуты и секунды используются также в картографии и навигации. Одна минута угла на уровне моря (по экватору или меридиану) составляет примерно 1,86 километра или одну морскую милю («примерно» потому, что Земля не является идеальным шаром, а слегка сплюснута). Секунда угла равна одной шестидесятой этой величины: около 30 метров или 100 футов.
Традиционно положение объекта задаётся в градусах, минутах и секундах для двух координат: широты, равной углу к северу или к югу от экватора, и долготы, равной углу к востоку или к западу от нулевого меридиана. Используя этот метод, любое положение на Земле или над референц-эллипсоидом Земли может быть задано точно. Однако из-за несколько непривычного шестидесятиричного характера минут и секунд многие люди теперь предпочитают задавать позицию с использованием только градусов, выраженных в десятичной форме, чтобы обеспечить одинаковую точность вычислений. Градусы, заданные с точностью до трех знаков после запятой (1⁄1000 от градуса), имеют точность примерно 1⁄4 от выражения в градусах-минутах-секундах (1⁄3600 от градуса), что эквивалентно местоположению в пределах около 120 метров или 400 футов.

### Кадастровая съёмка
Относящаяся к картографии геодезическая съёмка территориальных границ с использованием системы межевания использует доли градуса при описании углов линий имущественных владений по отношению к сторонам света. Каждая прямая линия границы каждого участка описывается начальной точкой привязки, двумя направлениями по отношению к сторонам света (север-юг и восток-запад), одним углом по отношению к северу или югу (в зависимости от того, какой угол меньше 90 градусов) и длиной линии. Например, описание «север 65°39′18″, запад 45,67 метра» описывает линию, проходящую от точки привязки 45,67 метра в направлении к западу и под углом 65°39′18″ (или 65,655°) по отношению к северу.

### Астрономия
Угловые минуты и секунды используются также в астрономии. Градусы (и, следовательно, угловые минуты) используются для измерения склонения (то есть углового расстояния на север или юг от небесного экватора). Угловые секунды также часто используются для описания параллакса из-за очень небольших значений углов параллакса для звёзд и крошечного углового диаметра (например, для Венеры он колеблется от 10′′ до 60′′). Параллакс, собственное движение и угловой диаметр звезды может быть записан в угловых миллисекундах (mas) или в тысячных долях секунды. Парсек получил своё название от «параллакса секунд», от тех же угловых секунд.
Астрометрический космический зонд Gaia Европейского космического агентства будет измерять положение звёзд с точностью до 20 угловых микросекунд (μas). В окружности около 1,3 квадриллиона угловых микросекунд. Чтобы получить представление о таких величинах, заметим, что угловой размер в одну угловую микросекунду имеет для земного наблюдателя точка в конце предложения в руководстве по эксплуатации, оставленном на Луне экспедицией Аполлона.

### Человеческое зрение
Острота зрения людей позволяет различать пространственные структуры, разделённые углом зрения одна минуты дуги. При проверке зрения с помощью таблицы Снеллена нормальным считается зрение, при котором человек различает буквы в шестой строке с расстояния 6 метров. При этих условиях каждая буква этой строки стягивает дугу размером 5 минут.

### Человеко-машинный интерфейс
Согласно эргономическим требованиям к интерфейсам «человек-машина», минимальный элемент значка интерфейса не должен быть меньше 6 угловых минут, размер простых иконок — не менее 20, а сложных — не менее 35 угловых минут. Для оператора, глаза которого находятся в 80 см от монитора, это составит приблизительно 1,4 мм, 4,2 мм и 8,1 мм соответственно.

### Технологии
В оптической технике отклонение от параллельности между двумя поверхностями обычно измеряется в минутах или секундах дуги.